# Tainan

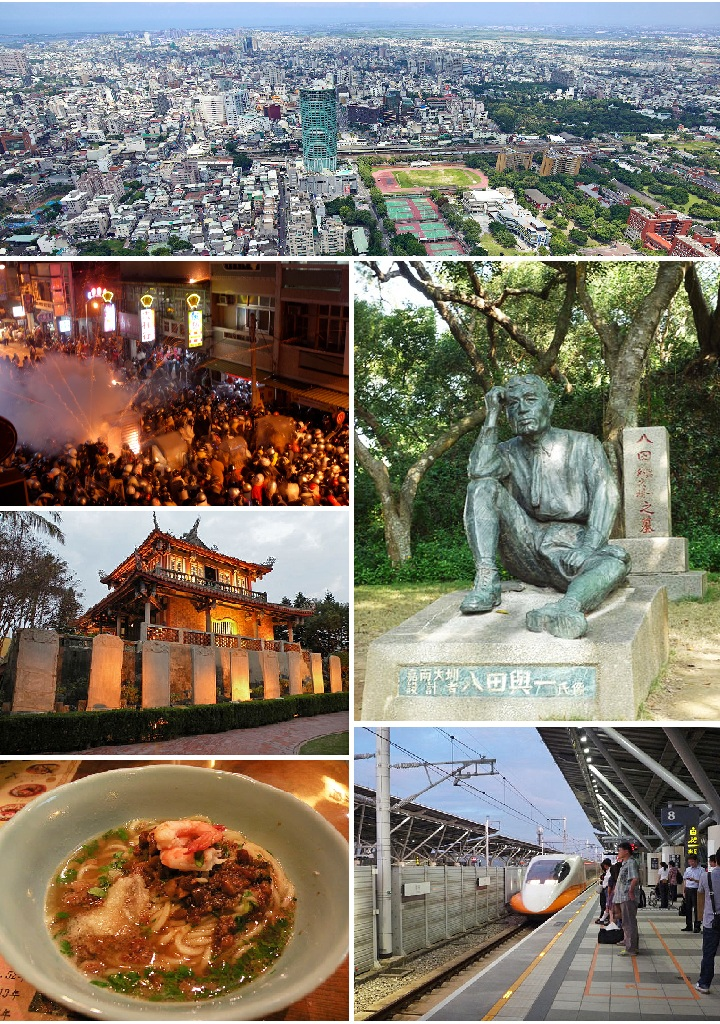
Diverse motiv från Tainan.

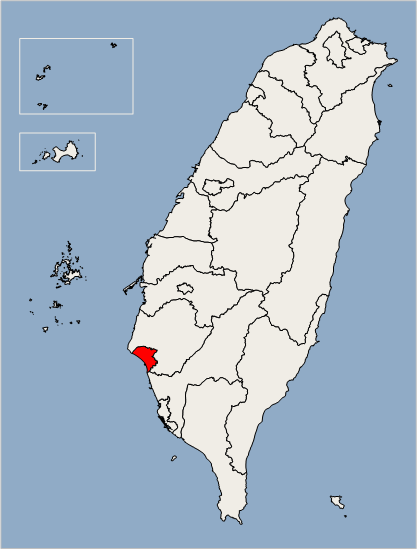
Tainans läge på Taiwan.

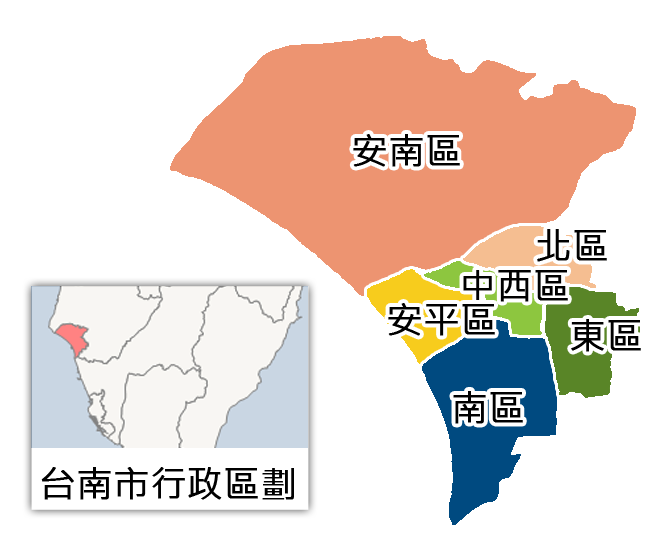
Karta över Tainans distrikt.

Tainan är en stad i södra Taiwan. Den är en av Taiwans provinsstyrda städer, vilket betyder att den styrs direkt av provinsens myndigheter och ingår inte i det omgivande länet. Folkmängden uppgick till 771 060 invånare i slutet av 2009, vilket gör den till Taiwans fjärde största stad. Hela storstadsområdet hade 1 272 300 invånare 2009. Borgmästare är Hsu Tain-tsair. 

## Historia
Tainan är en av de äldsta städerna i Taiwan, och var först en bosättning för hankineser. Då var staden mest känd som Tayoan, som senare har gett namn åt hela ön. Holländarna etablerade senare en handelsstation där 1624. Holländarna byggde också en fästning, Fort Zeelandia, i området. Det erövrades 1661 av en Mingflotta, ledd av Koxinga, där han etablerade ett eget kungadöme kallat Kungadömet Tungning och gjorde Tainan till huvudstad. Detta kungadöme upphörde dock 1684, då Qingdynastyn erövrade ön. Staden erhöll ställningen som huvudstad på Taiwan fram till 1887. Efter den japanska invasionen av Taiwan under första sino-japanska kriget återfick Tainan den ställningen.

## Administrativ indelning
Tainan är indelat i sex distrikt.
- Annan (安南)
- Anping (安平)
- Norra (北)
- Södra (南)
- Västra-Centrala (中西)
- Östra (東)

Annandistriktet, i norr, är det till ytan största distriktet. Det östra distriktet är det folkrikaste och mest tätbefolkade.

## Kommunikationer
Tainan är en viktig knutpunkt för järnvägarna på Taiwan. Det finns linjer till Taipei, Kaohsiung, Taichung, Hsinchu och Keelung. Utöver det finns det också linjer till lokala destinationer. Det finns även höghastighetståg med vilka man nå Taipei på 90 minuter. Flera olika landsvägar löper också nära eller igenom staden. 
Tainans flygplats är stadens största flygplats.

## Sport
Basebollklubben Uni-President Lions håller till i Tainan. Flera andra framgångsrika basebollspelare är också födda i staden.

## Vänorter
- Pescadorerna, Taiwan
- Sendai, Japan